# Кірстен Венгснесс
Кірстен Сімон Венгснесс (англ. Kirsten Simone Vangsness, нар. 7 липня 1972, Пасадена, Каліфорнія) — американська акторка. Найбільш відома за роллю Пенелопи Гарсія в телесеріалі «Криміналісти: мислити як злочинець».

## Фільмографія
| Рік        |    | Українська назва                              | Оригінальна назва                   | Роль                              |
| ---------- | -- | --------------------------------------------- | ----------------------------------- | --------------------------------- |
| 1998       | кф |                                               | Sometimes Santa's Gotta Get Whacked | Зубна фея                         |
| 2004       | с  | Філ з майбутнього                             | Phil of the Future                  | Вероніка                          |
| 2004       | с  | Аеропорт Лос-Анджелеса                        | LAX                                 | агент з продажу квитків / Стефані |
| 2005—т. ч. | с  | Криміналісти: мислити як злочинець            | Criminal Minds                      | Пенелопа Гарсія                   |
| 2006       | ф  | Успішні люди                                  | A-List                              | Блу                               |
| 2008       | кф |                                               | Tranny McGuyver                     | репортер телевізійних новин       |
| 2009       | ф  | Крик бікіні                                   | Scream of the Bikini                | декоратор інтер'єрів              |
| 2010       | ф  | Небезпечні сни                                | In My Sleep                         | Медж                              |
| 2010       | с  |                                               | Vampire Mob                         | Лаура Андерсон                    |
| 2010—2012  | с  | Красуня                                       | Pretty the Series                   | Мередіт Шампейн                   |
| 2011       | кф |                                               | Sarina's Song                       | гостя вечірки                     |
| 2011       | ф  | Чиказька вісімка                              | The Chicago 8                       | художник ескізів                  |
| 2011       | с  | Мислити як злочинець: Поведінка підозрюваного | Criminal Minds: Suspect Behavior    | Пенелопа Гарсія                   |
| 2011       | с  |                                               | Second City This Week               | сама себе                         |
| 2011—2013  | с  |                                               | Good Job, Thanks!                   | терапевт                          |
| 2012       | кф |                                               | Remember to Breathe                 | вокал для юної Аліси              |
| 2013       | с  | Термін придатності                            | Shelf Life                          | Freaky Squeaky                    |
| 2015       | ф  | Вбий мене нещадно                             | Kill Me, Deadly                     | Мона Лівінгстон                   |
| 2016       | ф  |                                               | Diane & Devine Meet the Apocalypse  | Фавн                              |
| 2016—2017  | с  | Мислити як злочинець: За кордоном             | Criminal Minds: Beyond Borders      | Пенелопа Гарсія                   |
| 2017       | ф  | Координатна вісь                              | Axis                                | Гізер (голос)                     |
| 2017       | ф  | Дейв зробив лабіринт                          | Dave Made a Maze                    | Джейн                             |
| 2018       | ф  |                                               | Stuck                               | Санні                             |
| 2020       | кф |                                               | Curtains                            | оповідач                          |
| 2023       | тф | Амішський жеребець: Історія Ілая Вівера       | Amish Stud: The Eli Weaver Story    | Барб Рабер                        |
| 2024       | с  | Чаклуни поза Вейверлі                         | Wizards Beyond Waverly Place        | Біґелоу МакФіґґлхорн              |